# Venezillo aguayoi
Venezillo aguayoi là một loài chân đều trong họ Armadillidae. Loài này được Boone miêu tả khoa học năm 1934.